# 白重贊
白重赞（909年—970年），五代末宪州楼烦（今山西娄烦县）人，
祖先为沙陀人，重赞年少即从军。后汉初年（947年），擔任散员都虞侯，官至护圣都指挥使。乾佑年间，平定李守贞之亂，以军功被提拔为端州刺史。周世宗征北汉，以重赞为河东道行营马军都指挥使。以战功被任为保大军节度使。又改任为河阳三城节度使、校检太尉。入宋後，加授检校太师，改任泾州节度使。马步军教练使李玉与重赞平素有仇怨，与部下閻承恕偽造詔書谄害白重赞，稱重贊謀逆。重贊不謊不忙把詔書轉呈宋太祖，結果李玉被斬殺。开宝二年（969年）任左千牛卫上将军。开宝三年（970年），去世。

## 延伸阅读
[在维基数据编辑]
 《宋史·卷261》，出自脱脱《宋史》